# Заяц-симулянт
«Заяц-симулянт» — советский рисованный мультфильм, второй из сборника «Сказки для больших и маленьких», снятый в 1967 году режиссёром-мультипликатором Леонидом Амальриком на студии «Союзмультфильм» по сценарию Сергея Михалкова на основе его же одноимённой басни.

## Сюжет
О хитром Зайце и доверчивом Медведе.
Наступил как-то Медведь Зайцу на любимую мозоль.

Ой, ой! — завопил Заяц. — Спасите! Умираю!

Испугался добряк Медведь. Жалко ему стало Зайца.

— Извини, пожалуйста! Я ведь не нарочно! Я нечаянно тебе на ногу наступил.
С тех пор Заяц стал симулировать полученную инвалидность, распевая в отсутствие Медведя:
Мишка кормит, Мишка поит —

Ловко я провёл его!

А меня не беспокоит

Ровным счётом ничего!
Продолжалось так долго, до тех пор, пока устав от таких мучений, Медведь обратился к Лисе за помощью. За «лечение» принялась Лиса, сказав: «Заберу-ка я его к себе в больницу. У меня Волк по ножным болезням большой специалист. Мы с ним вместе Зайца лечить будем.»

Только и видели Зайца в берлоге.

## Создатели
- Сценарист — Сергей Михалков
- Режиссёр — Леонид Амальрик
- Художники-постановщики — Надежда Привалова, Татьяна Сазонова
- Композитор — Никита Богословский
- Оператор — Михаил Друян
- Звукооператор — Георгий Мартынюк
- Редактор — Зинаида Павлова
- Директор картины — Фёдор Иванов
- Художники-мультипликаторы: Владимир Арбеков, Рената Миренкова, Александр Давыдов, Лидия Резцова, Олег Сафронов, Виктор Арсентьев, Елизавета Комова, Вадим Долгих, Татьяна Таранович, Юрий Бутырин, Иван Давыдов, Марина Рогова, В. Рогов, В. Максимович
- Художники-декораторы — Вера Валерианова, Ольга Геммерлинг
- Ассистенты: Галина Андреева, Марина Трусова, Александра Фирсова, Н. Наяшкова
- Роли озвучивали: Георгий Вицин, Анастасия Георгиевская, Иван Любезнов, Клементина Ростовцева, Григорий Шпигель, Михаил Яншин